# أليساندرو رودريغيز
أليساندرو رودريغيز (6 يونيو 1971 بريو دي جانيرو في البرازيل - ) هو لاعب كرة قدم برازيلي في مركز الهجوم. لعب مع ديبورتيفو تاشيرا ونادي الزمالك ونادي الشباب ونادي فلومينينسي ونادي سانتانيكوس أسوشيتد وإيسيدرو ميتابان ‏ وأونص لوبوس ‏ وPumas UNAH ‏.